# 망양로 (부산)
망양로는 부산광역시 서구 서대신동3가 서대신사거리와 부산진구 범천동 범곡 교차로를 잇는 부산광역시의 도로이다. 예전에는 부산시내의 중요한 간선도로였으며 서구에서 부산진구를 이어주는 도로여서 그 중요성이 컸지만, 지속적인 간선도로의 신설,관리부실,현대와는 맞지 않는 초 굴곡형 도로로 인해 예전보다는 중요성이 많이 떨어지는 도로이다.

## 연혁
- 2007년 6월 13일 : 노선 번호를 부산광역시도 제1003호선에서 부산광역시도 제4107호선으로 변경[1]
- 2009년 7월 8일 : 2개 이상 구·군에 걸쳐 있는 도로로 망양로를 고시[2]
- 2012년 11월 28일 : 노선 번호를 부산광역시도 제4107호선에서 부산광역시도 제1004호선으로 변경[3]

## 주요 경유지
부산광역시
- 서구 - 중구 - 동구 - 부산진구

## 노선
| 이름                          | 접속 노선                                                                                  | 소재지     | 소재지   | 비고                         |
| ----------------------------- | ------------------------------------------------------------------------------------------ | ---------- | -------- | ---------------------------- |
| 서대신사거리 (서대신역)       | 국도 제2호선 국도 제77호선 (낙동대로) 부산광역시도 제10호선 (대영로) 대티로) 구덕로321번길 | 부산광역시 | 서구     | 시점 국도 제2, 77호선과 중복 |
| 구덕운동장 교차로             | 꽃마을로                                                                                   | 부산광역시 | 서구     | 국도 제2, 77호선과 중복      |
| 구덕운동장삼거리              | 국도 제2호선 국도 제77호선 부산광역시도 제5101호선 (구덕로)                                | 부산광역시 | 서구     | 국도 제2, 77호선과 중복      |
| 구덕사거리                    | 부산광역시도 제51호선 (보수대로)                                                           | 부산광역시 | 서구     |                              |
| (동대신동3가)                 | 동대로                                                                                     | 부산광역시 | 서구     |                              |
| 동대고개                      |                                                                                            | 부산광역시 | 서구     |                              |
| 덕원중학교 부산디지털고등학교 |                                                                                            | 부산광역시 | 중구     |                              |
| (중앙공원입구)                | 중앙공원로                                                                                 | 부산광역시 | 중구     |                              |
| 동남파크앞 교차로             | 영주로                                                                                     | 부산광역시 | 중구     |                              |
| (이름 없음)                   | 초량로                                                                                     | 부산광역시 | 동구     |                              |
| (부산서중입구)                | 홍곡남로                                                                                   | 부산광역시 | 동구     |                              |
| (수정아파트)                  | 수정외솔로                                                                                 | 부산광역시 | 동구     |                              |
| 동구장애인복지관              | 수정로                                                                                     | 부산광역시 | 동구     |                              |
| 수성초등학교                  |                                                                                            | 부산광역시 | 동구     |                              |
| 수정5동삼거리                 | 진성로                                                                                     | 부산광역시 | 동구     |                              |
| 성북고개                      |                                                                                            | 부산광역시 | 동구     |                              |
| 범일삼거리                    | 범상로                                                                                     | 부산광역시 | 동구     |                              |
| (범일초등학교입구)            | 증산로 증산서로                                                                            | 부산광역시 | 동구     |                              |
| (부산범천교회)                | 만리산로                                                                                   | 부산광역시 | 동구     |                              |
| 범곡 교차로                   | 부산광역시도 제32호선 (신암로) 부산광역시도 제61호선 (중앙대로)                            | 부산광역시 | 부산진구 | 종점                         |

## 주요 건물 및 시설
- 구덕운동장, 구덕야구장 (부산광역시 서구 망양로 57)
- 중구종합사회복지관 (부산광역시 중구 망양로 309)
- 덕원중학교, 부산디지털고등학교 (부산광역시 중구 망양로 356)
- 동구장애인복지관 (부산광역시 동구 망양로 748)
- 부산수정5동우체국 (부산광역시 동구 망양로 792)
- 수성지구대 (부산광역시 동구 망양로 806-1)
- 수성초등학교 (부산광역시 동구 망양로 807)